# Angus Young
Angus McKinnon Young (n. 31 martie 1955, Glasgow, Scoția, Regatul Unit) este un chitarist și compozitor, co-fondator al formației australiene de muzică hard rock AC/DC. Este cunoscut pentru mișcările energice executate pe scenă, pentru popularizarea mișcării duckwalk a lui Chuck Berry și pentru uniforma de școlar pe care o poartă în toate concertele sale. Angus ocupă locul 24 în topul realizat de revista Rolling Stone a celor mai buni 100 de chitariști din toate timpurile. În 2003 a fost admis ca membru, împreună cu ceilalți membri ai AC/DC, în Rock and Roll Hall of Fame.

## Viață și carieră
Angus Young, cel mai tânăr din cei șapte copii al lui William (1911 – 1985) și Margaret Young (1913 – 1988), s-a născut în Glasgow, Scoția. S-a lăsat de școală la doar 15 ani. În 1963, s-a mutat în Sydney, Australia, cu părinții, frații mai mari Malcolm și George și sora lui, Margaret. Fratele mai mare, Alex, a rămas în Scoția și mai târziu avea să formeze trupa londoneză, Grapefruit.
Angus a început prima dată să cânte la banjo, dar le punea șase corzi. Prima chitară a primit-o de la mama lui, o chitară acustică second-hand. Primul lui Gibson SG a fost cumpărat tot second-hand, în cca. 1970, de la un magazin de muzică situat chiar pe strada unde locuia.
„Am mers și mi-am cumpărat un Gibson SG la care am cântat până i-a putrezit lemnul din cauza transpirației și apei care au căzut pe el. Gâtul se strâmbase. L-am cumpărat second-hand, era cam de prin '67. Avea un gât foarte subțire, ca și cum ar fi fost personalizat. Era maro închis.”

### Formarea AC/DC
Înainte de formarea AC/DC, Angus a mai cântat în trupa Kantuckee, al cărei componență îi mai includea și pe Bob McGlynn (vocal), Jon Stevens (chitară bas) și Trevor Jams (percuție). Aceasta s-a destrămat și urma să se formeze Tantrum, adică Mark Sneddon (voce, chitară), Jon Stevens (chitară bas), Trevor James (percuție) și desigur, Angus Young la chitară. Avea doar 18 ani când el și fratele său, Malcolm au format AC/DC în 1973, cu Angus la chitară lead, Malcolm la chitară ritmică, Colin Burgess la tobe, Larry Van Kriedt la chitară bas și Dave Evans la voce. „Can I Sit Next to You Girl”, primul lor single, a fost mai târziu reînregistrat cu Bon Scott ca și vocalist. Se presupune numele de „AC/DC” a fost luat de pe o mașină de cusut, sau poate fi atribuit chiar soției lui George Young, Sandra.
Angus a încercat o varietate mare de costume pe scenă, cum ar fi Omul Păianjen, Zorro, o gorilă și o parodie după Superman, numită Super-Ang, înainte de a-și găsit vestimentația semnătură, anume aceea de școlar, aceasta fiind prima dată îmbrăcată la sugestia surorii sale. Pentru a se potrivi cu imaginea, presei și publicului le-a fost zis că Angus s-a născut de fapt în 1959, în loc de 1955. Uniforma lui era de la școala generală Ashfield Boys High School din Sydney.
„Nu-mi place să stau mai sus sau mai jos față de capetele oamenilor. În principiu, îmi place doar să merg în fața unei mulțimi și să o fac praf.”

### Viață personală
Angus preferă să-și păstreze viața personală departe de ochiul publicului. El și soția lui, Ellen trăiesc în Kangaroo Point în Sutherland Shire, Sydney. Cei doi au și o casă în Aalten, Olanda, orașul natal al lui Ellen. În ciuda faptului că fumează, Angus este abstinent în privința alcoolului.

## Influențe
Young a fost influențat de muzicieni blues și rock and roll din anii 1950 și 1960, precum Muddy Waters și Chuck Berry. Angus a mai menționat și pe Eric Clapton și pe fratele său, Malcolm Young, ca și influențe muzicale. Participarea lui Angus în AC/DC a servit ca sursă de inspirație, la rândul ei, pentru multe formații de mai târziu, între care: Guns N' Roses, Def Leppard ș.a.

## Stil
Angus Young are un stil foarte simplu de blues, cântând atât în gama minoră cât și cea majoră de 12-bar-blues. Pe înregistrările mai vechi AC/DC, se pot auzi power chorduri (ex.: „T.N.T.” și „It's a Long Way to the Top (If You Wanna Rock 'n' Roll)”). Chitaristul amestecă printe acestea și părți din folkul scoțian, arpegiile executate cu o singură mână sunt un truc popular, acestea apar în melodii ca „Thunderstruck”, „Who Made Who”, „Dirty Deeds Done Dirt Cheap”, „Sin City” sau „Let There Be Rock” (Live). În 1976, AC/DC au înregistrat un aranjament instrumental al melodiei folk scoțiană „Loch Lomond” și au redenumit-o „Fling Thing”, noul titlu făcând referire la „Highland Fling”, un dans scoțian foarte vechi. Young oferă și backing vocal ocazional, împreună cu Malcolm și basistul Cliff Williams, pe melodii cum ar fi „T.N.T.” sau „Dirty Deeds Done Dirt Cheap”.
AC/DC sunt foarte des criticați pentru stilul lor extrem de simplu. Ca răspuns, Angous a menționat într-un interviu oferit pentru Atlanta Gazette:
| “ | Este doar rock and roll. De multe ori suntem criticați pentru asta. Peste tot văd scris „Când or să se oprescă din a mai cânta aceleași trei acorduri?” Dacă sunt de părere că nu ar trebui să le cântăm, este destul de naiv din partea lor. Pentru noi, cu cât mai simplu, cu atât mai bine, pentru că așa se potrivește mai mult cu omul de rând. | ” |

### Prezență scenică
Angus este faimos pentru prezența lui scenică: sărituri, alergat înainte și înapoi, duckwalk, etc. Obișnuia să se urce pe umerii soliștilor Bon Scott sau Brian Johnson, și amândoi mergeau în fața publicului prin fumul care venea chiar dintr-un ghiozdan pe care îl ținea în spate, în timp ce cânta un solo improvizat și extins de chitară. Acest lucru se întâmpla pe melodia „Rocker” când AC/DC cântau cu Bon Scott și acum pe melodia „Let There Be Rock”, cu Brian Johnson. Angus folosește foarte des și mișcarea duckwalk a lui Chuck Berry, dar și niște spasme intenționate, trântindu-se pe jos, învârtindu-se și agitându-se în toate felurile. Prima dată a avut aceste „spasme” când s-a împiedicat pe scenă la un concert, încercând să evite râsetele publicului.